# Oberschwaben-Kaserne Mengen/Hohentengen
Die Oberschwaben-Kaserne am Standort Mengen/Hohentengen (bis 19. April 2006 Fliegerhorst Mengen/Hohentengen) war von 1963 bis zum 26. September 2012 eine Kaserne der Luftwaffe im Landkreis Sigmaringen in Baden-Württemberg. Über 100.000 Rekruten absolvierten in der Zeit ihre Ausbildung in der Kaserne.

## Geschichte

### NS-Diktatur (1939–1945)
Der Standort wurde 1939 von der Luftwaffe gegründet. Flugplatz und die Stadt Mengen wurden am 22. April 1945 von Soldaten der 1. französischen Armee besetzt. Bei Kriegsende flog der Oberbefehlshaber der 1. französischen Armee Jean de Lattre de Tassigny von Mengen nach Berlin, um die Kapitulation der deutschen Wehrmacht entgegenzunehmen.

### Nutzung durch die Bundeswehr (1957–2012)
Seit 1957 war die Liegenschaft in der Hand der Bundeswehr. Erbaut wurde die Oberschwaben-Kaserne in den Jahren 1960 bis 1962 aus Mangel an Unterkünften für den Betrieb des Flugplatzes, der bis 1978 militärische Verwendung fand.
Ab 1963 war das II. Bataillon Luftwaffenausbildungsregiment 4 in der Oberschwaben-Kaserne stationiert. Dieses wurde 1987 in I. Bataillon Luftwaffenausbildungsregiment 3 und 2007 in I. Bataillon Luftwaffenausbildungsregiment umbenannt.
In der Oberschwaben-Kaserne wurde während der Wehrpflicht die Allgemeine Grundausbildung für Rekruten durchgeführt. Diese dauerte anfangs drei Monate, ab 1976 aufgrund der geburtenstarken Jahrgänge ab Jahrgang 1957 auf sechs Wochen reduziert. Später wurde sie wieder auf drei Monate erweitert.
Ein Großteil der Rekruten wurde nach bestandener Grundausbildung an andere Standorte verlegt und verließ daher die Oberschwaben-Kaserne.

### Standortaufgabe (2012)

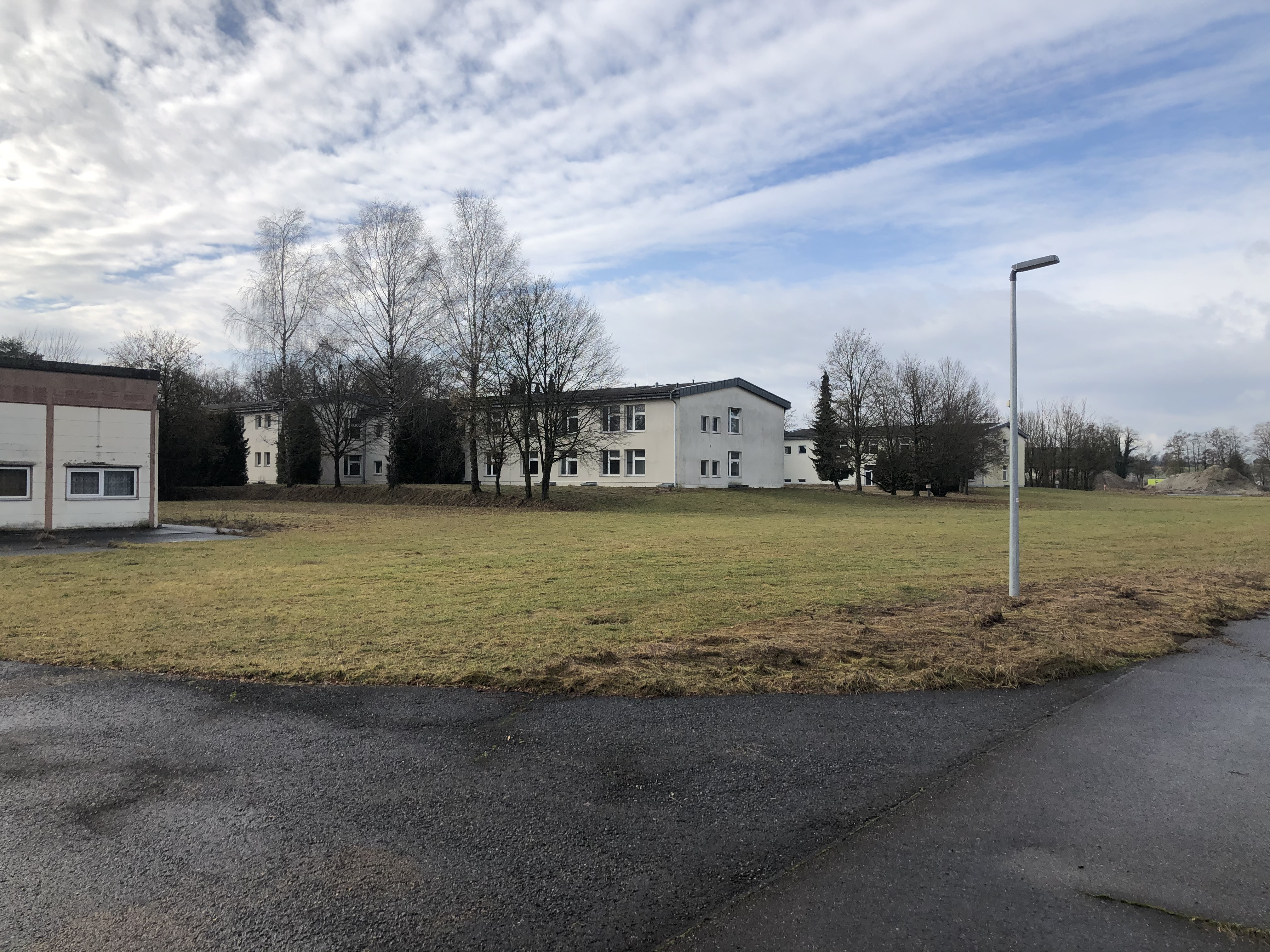
Kasernengelände (2021)

Infolge der 2010 beschlossenen Neuausrichtung der Bundeswehr wurde am 15. Dezember 2010 durch das Bundeskabinett zum 1. Juli 2011 eine Aussetzung der Wehrpflicht in Deutschland beschlossen. Dadurch wurden deutlich weniger Ausbildungsstandorte benötigt, weshalb die Aussetzung der Wehrpflicht die Standortaufgabe einleitete.
Im vom damaligen Bundesverteidigungsminister Thomas de Maizière (CDU) am 26. Oktober 2011 im Bundeskabinett vorgestellten Stationierungskonzept 2011, war die Oberschwaben-Kaserne als Bundeswehrstandort nicht mehr vorgesehen. Die Organisationsmaßnahmen sahen die Auflösung des I. Bataillon Luftwaffenausbildungsregiments und der Sanitätsstaffel vor. Das vom Landkreis Sigmaringen erarbeitete und im Januar 2011 vorgestellte Positionspapier zur Standortentscheidung sah keine „Opferstrategie“, wonach zum Erhalt von drei Standorten im Kreis einer geschlossen wird, vor.
An die Stelle des aufgelösten Luftwaffenausbildungsregiments trat das Luftwaffenausbildungsbataillon, welches nur noch an den Standorten Roth (Otto-Lilienthal-Kaserne) und Germersheim (Südpfalz-Kaserne), nach dem Umzug der OSLw von Fürstenfeldbruck nach Roth nur noch in Germersheim aktiv ist.
Im Januar 2012 kamen ein letztes Mal Rekruten zur dreimonatigen Grundausbildung in die Oberschwaben-Kaserne. Nach Abschluss der Ausbildung verließen diese letzten Rekruten den Standort am 29. März 2012. Damit begann für das verbliebene Stammpersonal die sogenannte Auflösungsphase, welche Ende August 2012 abgeschlossen werden konnte. Ab September 2012 war die Oberschwaben-Kaserne somit nicht mehr militärisch genutzt und stand zum Jahresende 2012 leer. Laut einem Ressortbericht vom Bundesministerium der Verteidigung erfolgte die Übergabe der Liegenschaft an die Bundesanstalt für Immobilienaufgaben Anfang 2013.
Eine letzte umfassende Sanierung der Oberschwaben-Kaserne für zehn Millionen Euro war zu Beginn des Jahres 2011 nahezu abgeschlossen.

## Standort

### Lage
Die Oberschwaben-Kaserne liegt östlich der Stadt Mengen und nördlich der Gemeinde Hohentengen. Zu letzterer gehören rund 90 Prozent des 80 Hektar umfassenden Areals. Der heutige Flugplatz Mengen-Hohentengen liegt nördlich der Oberschwaben-Kaserne. Die Kaserne liegt auf ebener Fläche und wird über die L 283 zwischen Mengen und dem Hohentengener Ortsteil Beizkofen aus südwestlicher Richtung erschlossen. Direkt nach dem Kasernentor sind die Gebäude über eine Ringstraße und einzelne Stichstraßen erreichbar. Die Sporthalle und der Sportplatz liegen nordwestlich des Kasernentores.
Die 28 Hektar große Kasernenanlage verfügte über die Kapazität, vier Ausbildungskompanien der Luftwaffe komplett aufzunehmen, d. h. die Unterbringung von bis zu 600 Rekruten war möglich. Zudem garantierte der 117 Hektar große zivile Flugplatz eine schnelle Verlegbarkeit der Soldaten.

### Gebäude
Folgende Gebäude gab es innerhalb der Oberschwaben-Kaserne:
- sechs Unterkunfts- und Kompaniegebäude,
- zwei Hörsäle, die direkt mit jeweils zwei Unterkunfts- und Kompaniegebäuden verbunden waren,
- ein Stabsgebäude mit Freizeitbüro,
- ein Wirtschaftsgebäude mit Truppenküche und Mannschaftsheim,
- ein gemeinsames Offiziers- und Unteroffiziersheim,
- ein Sanitätsgebäude,
- eine Bekleidungskammer,
- mehrere Fahrzeug und Lagerhallen,
- eine Sporthalle,
- ein Sportplatz mit Tartanbahn,
- ein Beachvolleyballfeld,
- ein Fußball- und Basketballfeld,
- ein Kraftraum,
- eine Hindernisbahn,
- sowie „Minen- und Kampfmittelhalle“ zur „Einsatzvorbereitenden Ausbildung für Konfliktverhütung und Krisenbewältigung (EAKK)“[12]

### Übungsmöglichkeiten
Schießübungen wurden mangels entsprechender Anlagen meistens auf dem Truppenübungsplatz Heuberg bzw. auf der Standortschießanlage der Alb-Kaserne und dem Lager Heuberg in Stetten am kalten Markt durchgeführt.
Ausbildungen, die aufgrund des fehlenden Truppen- bzw. Standortübungsplatzes nicht direkt in der Kaserne stattfinden konnten, wurden in die Wälder der umliegenden Gemeinden verlagert. Sehr häufig waren daher größere Gruppen von Soldaten auf öffentlichen Straßen und Wegen in der Region zu sehen. In einigen Wäldern waren Stellungen, Biwakplätze und andere Ausbildungsobjekte aufgebaut. Bei Übungen wurden diese Bereiche temporär zu militärischen Bereichen erklärt.

### Wirtschaftliche Bedeutung
Der Standort war in dem strukturschwachen ländlichen Raum ein wichtiger wirtschaftlicher Faktor für die Stadt Mengen und die Gemeinde Hohentengen sowie benachbarte Gemeinden. Die Schließung bedeutete den Verlust des alltäglichen Konsums der rund 250 Stammsoldaten, 70 zivilen Mitarbeitern plus der dazugehörigen Familienangehörigen sowie bis zu 600 Rekruten und den Leerstand der Kasernengebäude.
Da der Bundeswehrstandort den größten Arbeitgeber der Stadt Mengen sowie der Gemeinde Hohentengen und gleichzeitig ein wichtiger Kunde heimischer Betriebe in Handel, Gastronomie, Dienstleistung und Handwerk darstellte, führt die Abwicklung der Oberschwaben-Kaserne zu einem weiteren Einbruch der regionalen Wirtschaft. Die jährliche Wirtschaftskraft der Kaserne wurde von der Stadtverwaltung mit zehn Millionen Euro taxiert.

## Einheiten

### Letzte Einheiten
- I. Bataillon Luftwaffenausbildungsregiment
  - 1. Kompanie Luftwaffenausbildungsregiment
  - 2. Kompanie Luftwaffenausbildungsregiment
  - 3. Kompanie Luftwaffenausbildungsregiment
  - 4. Kompanie Luftwaffenausbildungsregiment
- Bundeswehr-Dienstleistungszentrum Stetten am kalten Markt (Teile)
- Sanitätsstaffel Mengen Hohentengen
- weitere Dienststellen[15]

### Ehemalige Einheiten
- I. Bataillon Luftwaffenausbildungsregiment 3 (umbenannt 2007 in I. Bataillon Luftwaffenausbildungsregiment)
- II. Bataillon Luftwaffenausbildungsregiment 4 (umbenannt 1987 in I. Bataillon Luftwaffenausbildungsregiment 3)

## Vorläufige Nachnutzung

### Verkauf (2014)
Am 15. Juli 2014 wurden von der Bundesanstalt für Immobilienaufgaben 80 Hektar des Geländes zu einem nicht genannten Preis an eine private Investorengruppe verkauft. Beteiligt sind:
- Joachim Kohm (Versandhaus Klingel, Pforzheim) mit 20 Mio. Euro
- Dietmar Hopp (SAP, Walldorf) mit ca. 10–15 Mio. Euro
- Jürgen Gaugel (Hersteller von Malerzubehör, bereits Investor in Solaranlagen, Baienfurt)
- Ravensburger Spieleland
- Energieforschungsinstitut der Hochschule Konstanz Technik, Wirtschaft und Gestaltung, Konstanz
- sechs weitere Kapitalgeber mit 20 Mio. Euro

### Ehoch4 (2014–2017)
Nach Plänen von Jürgen Gaugel sollte das ehemalige Kasernengelände durch die Projektgesellschaft Ehoch4 weiterhin genutzt werden. Die Unterbringung von Flüchtlingen war geplant, wurde jedoch letztlich nicht umgesetzt. Ab 2017 wurde im Zuge der Korrektur der Polizeireform von 2012 dem Land Baden-Württemberg das Gelände zum Kauf angeboten. Eine Prüfung der Polizei verlief positiv. Eine Miete kam für Gaugel nicht in Frage, das Kaufangebot wurde seitens des Landes nicht beantwortet und die Verhandlungen daraufhin am 13. Oktober 2017 abgebrochen.

Parallel dazu wurden ein Wasserkraftwerk, eine Biomasseanlage, ein 20 Hektar großer Solarpark und eine kleine Windkraftanlage gebaut. Diese sollten zur Erforschung und Präsentation regenerativer Energieerzeugung dienen. Die bisherigen Unterkunftsgebäude sollten als Wohnungen für Gastforscher, das Sanitätsgebäude als Forschungslabor und die Schulungsräume zur Darstellung des Themas für die Öffentlichkeit dienen.

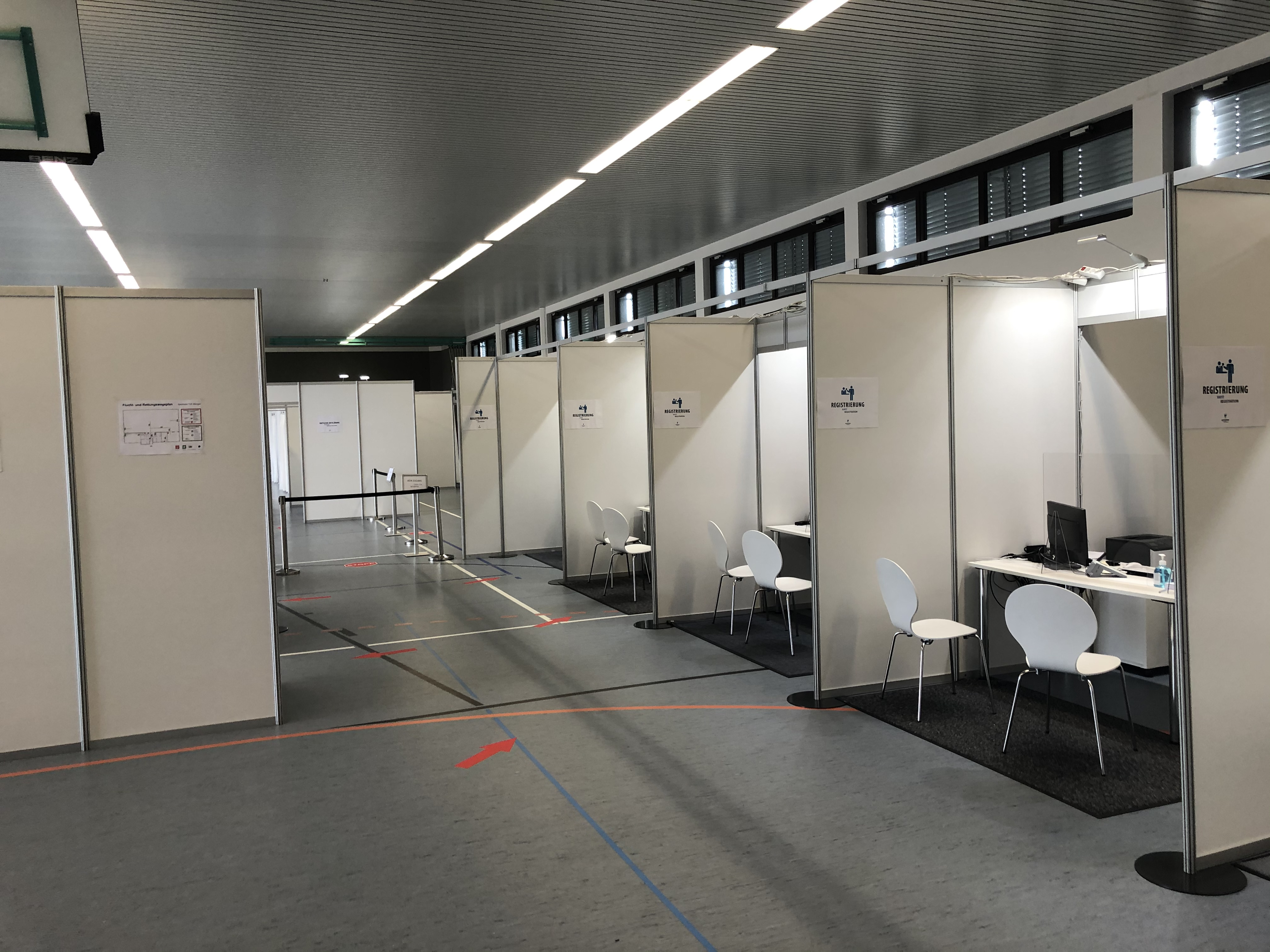
Kreisimpfzentrum (Februar 2021)

### Corona-Test- und Kreisimpfzentrum (2020–2022)
Im März 2020 wurde auf dem Gelände bedingt durch die COVID-19-Pandemie das Corona-Testzentrum des Landkreises Sigmaringen eingerichtet.
Am 22. Januar 2021 wurde an selber Stelle das Kreisimpfzentrum in Betrieb genommen. In der Sporthalle der ehemaligen Kaserne wurden pro Tag bis zu 800 Menschen geimpft.

### Flüchtlingsunterkunft Ukraine (2022–2025)
In Folge des russischen Überfalls auf die Ukraine und dem damit verbundenen Anstieg an Flüchtlingen wurden im Frühjahr 2022 Flüchtlinge in der ehemaligen Oberschwaben-Kaserne untergebracht. Die Gemeinschaftsunterkünfte, die bis zu 269 Menschen aufnehmen konnten, wurden vom Landkreis Sigmaringen unterhalten. Die Höchstbelegung lag bei 170. Die Verträge der Nutzung laufen zum 31. März 2025 aus.

## Trivia
Bis zur Schließung der Oberschwaben-Kaserne fand alljährlich ein von der Bundeswehr organisiertes, öffentliches Oktoberfest in der Halle 1D, einem ehemaligen Hangar, statt. Seit dem Abzug der Bundeswehr wird es am selben Ort von verschiedenen Vereinen aus Hohentengen veranstaltet.